# カーター・ブラウン
カーター・ブラウン（Carter Brown、1923年 - 1985年）は、オーストラリアの作家。
1923年、ロンドンに生まれる。海軍勤務を経て、オーストラリアに移住して市民権を獲得。アメリカや架空の都市を舞台に描く、お色気まじりの軽妙な作風で一世を風靡した。
代表作は『ブロンド』『死体置場は花ざかり』の〈アル・ウィーラー〉シリーズや、『ゼルダ』『グラマー』の〈リック・ホルマン〉シリーズ、『乾杯、女探偵！』『女ボディーガード』の〈メイヴィス・セドリッツ〉シリーズ、『恐怖が這いよる』『恋人よ、われに帰るな』の〈ダニー・ボイド〉シリーズなど。

## 作品に登場する主な探偵
- アル・ウィーラー (Al Wheeler)：パイン・シティ（架空の街）の警部
- ダニー・ボイド(Danny Boyd)：ニューヨークの私立探偵
- メイヴィス・セドリッツ(Mavis Seidlitz)：ロサンゼルスの女私立探偵
- リック・ホルマン (Rick Holman)：ハリウッドの私立探偵
- アンディ・ケイン(Andy Kane)：ホンコン周辺で活動する海賊
- ラリー・ベイカー(Larry Baker)：テレビ・ライター
- マイク・ファレル(Mike Farrell)：賭博師
- マックス・ロイヤル(Max Royal)：私立探偵

## 日本語訳作品

### 「マイク・ファレル」シリーズ
- 『この女百万ドル』（The Million Dollar Babe(Cutie Cashed His Chips)、高橋豊訳、ハヤカワ・ミステリ）1963
- 『緋色のフラッシュ』（The Scarlet Flush、矢野徹訳、ハヤカワ・ミステリ）1965

### 「ラリイ・ベーカー」シリーズ
- 『チャーリイの使い』（Charlie Sent Me!(Swan Song for a Siren)、田中小実昌訳、ハヤカワ・ミステリ） 1964

### 「私立探偵ダニー・ボイド」シリーズ
- 『墓を掘れ!』（Graves, I Dig!(Cutie Wins a Corpse)、山下諭一訳、ハヤカワ・ミステリ） 1960
- 『しなやかに歩く魔女』（So Deadly, Sinner!(Walk Softly, Witch)、高橋豊訳、ハヤカワ・ミステリ） 1962
- 『ハワイの気まぐれ娘』（The Wayward Wahine(The Wayward) 、山下論一訳、ハヤカワ・ミステリ） 1962
- 『夢見るは死の面影』（The Dream Is Deadly、田中小実昌訳、ハヤカワ・ミステリ） 1962
- 『ひややかなヌード』（The Ice-Cold Nude、田中小実昌訳、ハヤカワ・ミステリ） 1962
- 『恋人よ、われに帰るな』（Lover, Don't Come Back! 、矢野徹訳、ハヤカワ・ミステリ） 1963
- 『おあつい女』（The Passionate Pagan、宇野輝雄訳、ハヤカワ・ミステリ） 1963
- 『欲情のブルース』（Death of a Doll(The Ever-Loving Blues)、高橋豊訳、ハヤカワ・ミステリ） 1963
- 『突然、暴力で』（Suddenly by Violence、高橋豊訳、ハヤカワ・ミステリ） 1963
- 『恐怖が這いよる』（Terror Comes Creeping、高橋豊訳、ハヤカワ・ミステリ） 1964
- 『男たらし』（The Seductress(The Sad-Eyed Seductress)、山下諭一訳、ハヤカワ・ミステリ） 1964
- 『妖精』（Nymph to the Slaughter、田中小実昌訳、ハヤカワ・ミステリ） 1964
- 『絹いろの悪夢』（The Silken Nightmare、泉真也訳、ハヤカワ・ミステリ） 1964
- 『むごいサロメ』（The Savage Salome、泉真也訳、ハヤカワ・ミステリ） 1965
- 『殺人は競売で』（Catch Me a Phoenix!、尾坂力訳、ハヤカワ・ミステリ） 1969

### 「アル・ウィーラー警部」シリーズ
- 『ブロンド』（The Blonde、野中重雄訳、ハヤカワ・ミステリ） 1959
- 『コール・ガール』（The Body(No Law Against Angels)、野中重雄訳、ハヤカワ・ミステリ）1960
- 『死体置場は花ざかり』（The Passionate、田中小実昌訳、ハヤカワ・ミステリ） 1960、のちハヤカワ・ミステリ文庫 1977
- 『変死体』（The Corpse(Death on the Downbeat)、森郁夫訳、ハヤカワ・ミステリ） 1960
- 『ミストレス』（The Miesress、宇野利泰訳、ハヤカワ・ミステリ）1960
- 『恋人』（The Lover、野中重雄訳、ハヤカワ・ミステリ） 1960
- 『おんな』（The Dame、田中小実昌訳、ハヤカワ・ミステリ） 1961
- 『あつかましい奴』（The Brazen、田中小実昌訳、ハヤカワ・ミステリ） 1961
- 『素肌』（The Temptress、田中小実昌訳、ハヤカワ・ミステリ）1961
- 『ストリッパー』（The Stripper、田中小実昌訳、ハヤカワ・ミステリ） 1962
- 『エキゾティック』（The Exotic、田中小実昌訳、ハヤカワ・ミステリ）1962
- 『とんでもない恋人』（Lament for a Lousy Lover、田中小実昌訳、ハヤカワ・ミステリ） 1962
- 『女虎』（The Tiger(Wildcat)、田中小実昌訳、ハヤカワ・ミステリ）1962
- 『あばずれ』（The Hellcat、矢野徹訳、ハヤカワ・ミステリ） 1962
- 『悩ましい死体』（The Unorthodox Corpse、田中小実昌訳、ハヤカワ・ミステリ） 1962
- 『じゃじゃ馬』（The Bombshell(Doll for the Big House)、田中小実昌訳、ハヤカワ・ミステリ）1962
- 『ゴースト・レディ』（The Lady Is Transparent、田中小実昌訳、ハヤカワ・ミステリ）1963
- 『おひまなレディ』（The Lady Is Not Available(The Lady Is Available)、田中小実昌訳、ハヤカワ・ミステリ） 1963
- 『ダムダム』（The Dum Dum Murder、田中小実昌訳、ハヤカワ・ミステリ）1963、のちハヤカワ・ミステリ文庫 1981
- 『男好き』（The Desired、矢野徹訳、ハヤカワ・ミステリ）1963
- 『死体はヌード』（The Sinners(The Girl Who Was Possessed)、田中小実昌訳、ハヤカワ・ミステリ）1963
- 『エンジェル!』（Angel!、片岡義男訳、ハヤカワ・ミステリ） 1964
- 『死のおどり』（The Dance of Death、田中小実昌訳、ハヤカワ・ミステリ）1964
- 『カモ』（Walk Softly Witch!(The Victim)、泉真也訳、ハヤカワ・ミステリ）1965
- 『すれっからし』（The Wanton、田中融二訳、ハヤカワ・ミステリ） 1968
- 『雷神』（The Hammer of Thor、信太修一郎訳、ハヤカワ・ミステリ）1970
- 『女海賊』（A Corpse For Christmas、高見浩訳、ハヤカワ・ミステリ） 1970

### 「女私立探偵メイヴィン・セドリッツ」シリーズ
- 『明日は殺人』（Tomorrow Is Murder、田中小実昌訳、ハヤカワ・ミステリ） 1962
- 『乾杯、女探偵!』（None But the Lethal Heat、稲葉由紀訳、ハヤカワ・ミステリ） 1963、のちハヤカワ・ミステリ文庫 1977
- 『女闘牛士』（Murder Wears a Mantilla、山下論一訳、ハヤカワ・ミステリ） 1963
- 『女ボディガード』（The Loving and the Dead、田中小実昌訳、ハヤカワ・ミステリ） 1963

### 「マックス・ロイヤル」シリーズ
- 『ちか目の人魚』（The Myopic Mermaid(A Siren Sounds Off)、井上一夫訳、ハヤカワ・ミステリ）1966

### 「私立探偵リック・ホルマン」シリーズ
- 『キー・クラブ』（Murder in the Harem Club(Murder in the Key Club)、矢野徹訳、ハヤカワ・ミステリ） 1962
- 『ゼルダ』（Zelda、田中小実昌訳、ハヤカワ・ミステリ）1963
- 『グラマー』（The Murderer among Us(A Murderer among Us)、田中小実昌訳、ハヤカワ・ミステリ） 1963
- 『白いビキニ』（The Ballad of Loving Jenny(The White Bikini)、田中小実昌訳、ハヤカワ・ミステリ） 1963
- 『レディ・ジャングル』（The Jade-Eyed Jinx(The Jade-Eyed Jungle) 、田中小実昌訳、ハヤカワ・ミステリ）1964
- 『金髪のオンザロック』（Blonde on the Rocks、矢野徹訳、ハヤカワ・ミステリ）1964
- 『いなかった女』（The Never-Was Girl、田中小実昌訳、ハヤカワ・ミステリ）1964
- 『悩殺』（Murder Is a Package Deal、野中重雄訳、ハヤカワ・ミステリ） 1965
- 『ドクター・セックス』（Who Killed Dr. Sex?、尾坂力、ハヤカワ・ミステリ） 1967
- 『宇宙から来た女』（The Girl from Outer Space、山下論一、ハヤカワ・ミステリ） 1968
- 『ヌードのある風景』（Nude with a View、野中重雄訳、ハヤカワ・ミステリ）1969
- 『ベビー・ドール』（The Wind-Up Doll、信太修一郎訳、ハヤカワ・ミステリ） 1971

### 「海賊紳士アンディ・ケイン」シリーズ
- 『金ぴかの鷲』（Bird in a Guilt-Edged Cage(The Guilt-Edged Cage)、宇野利泰訳、ハヤカワ・ミステリ） 1963
- 『ホンコン野郎』（The Hong Kong Caper 、宇野利泰訳、ハヤカワ・ミステリ） 1964